# 109. pr. Kr.
◄ | 3. stoljeće pr. Kr. | 2. stoljeće pr. Kr. | 1. stoljeće pr. Kr. | ►
◄ | 130-ih pr. Kr. | 120-ih pr. Kr. | 110-ih pr. Kr. | 100-ih pr. Kr. | 90-ih pr. Kr. | 80-ih pr. Kr. | 70-ih pr. Kr. | ►
◄◄ | ◄ | 112. pr. Kr. | 111. pr. Kr. | 110. pr. Kr. | 109 pr. Kr. | 108. pr. Kr. | 107. pr. Kr. | 106. pr. Kr. | ► | ►►
Astronomija

## Događaji
- Farnadžom od Iberije postaje kralj Iberije

## Vanjske poveznice
|  | Zajednički poslužitelj ima još gradiva o temi 109. pr. Kr. |